# 古拉莫·巴路士·舒洛圖
古拉莫·巴路士·舒洛圖（Guillermo Barros Schelotto）一般称作舒洛圖，1973年5月4日生于拉普拉塔，阿根廷职业足球运动员及主教練。2007年效力于美國職業足球大聯盟球会哥倫布機員，他曾替阿根廷U23奪得1995年泛美運動會冠軍。他曾代表阿根廷上陣10次。
2012年至2015年，執教拉魯斯體育會，2013年帶領拉魯斯奪得南美盃。2016年3月至2018年12月，執教小保加體育會。